# Bay Fair
Bay Fair is een metrostation in de Amerikaanse stad San Leandro (Californië). Het station is genoemd naar het naastgelegen winkelcentrum. Het ligt aan de eerste lijn, de Richmond-Fremont Line, van BART die op 11 september 1972 werd geopend. Op 16 september 1974 kwam de Fremont-Daly City Line erbij en op 10 mei 1997 werd ook de Dublin/Pleasanton-Daly City Line geopend. Ten zuiden van het station ligt een driesporig traject tot aan de splitsing tussen de lijnen naar het zuiden (oranje en groen) en het oosten (blauw).